# Montclard
Montclard (okzitanisch gleichlautend) ist eine französische Gemeinde mit 53 Einwohnern (Stand: 1. Januar 2022). Sie liegt im Département Haute-Loire in der Region Auvergne-Rhône-Alpes (vor 2016 Auvergne) und gehört zum Arrondissement Brioude sowie zum Kanton Pays de Lafayette. 

## Geographie
Montclard liegt etwa 35 Kilometer nordwestlich von Le Puy-en-Velay. 
Umgeben wird Montclard von den Nachbargemeinden Saint-Didier-sur-Doulon und Berbezit im Norden, Connangles im Nordosten, Saint-Pal-de-Senouire im Osten, Collat im Süden und Südwesten, Saint-Préjet-Armandon im Süden und Südwesten sowie Vals-le-Chastel im Westen.

## Bevölkerungsentwicklung
| Jahr                       | 1962 | 1968 | 1975 | 1982 | 1990 | 1999 | 2006 | 2011 | 2017 |
| Einwohner                  | 67   | 67   | 70   | 67   | 67   | 65   | 62   | 62   | 55   |
| Quellen: Cassini und INSEE |      |      |      |      |      |      |      |      |      |

## Sehenswürdigkeiten
- Kirche Saint-Clair
- Kapelle La Trinité
- Burgruine von Cusse aus dem 12. Jahrhundert

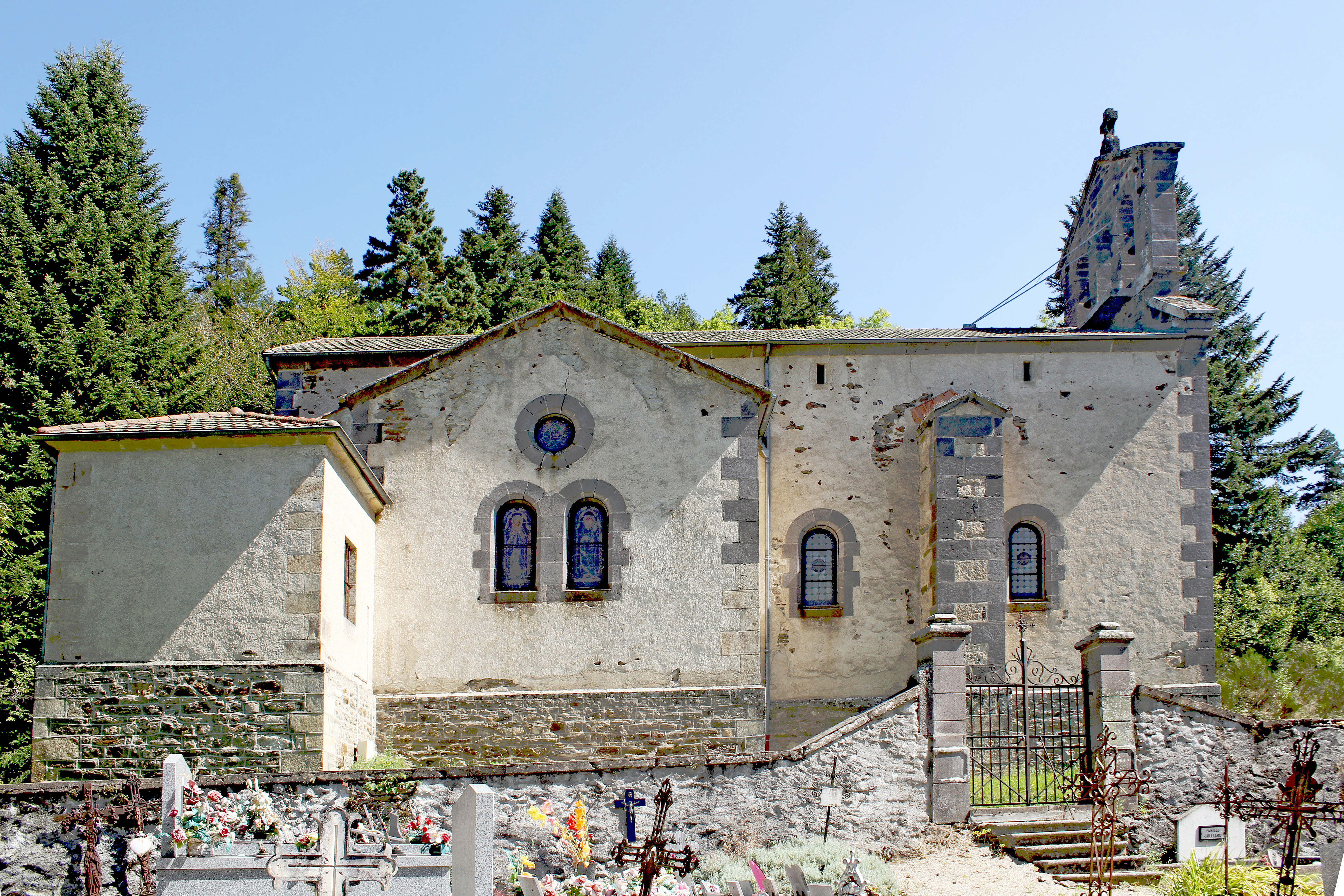
Kirche Saint-Clair
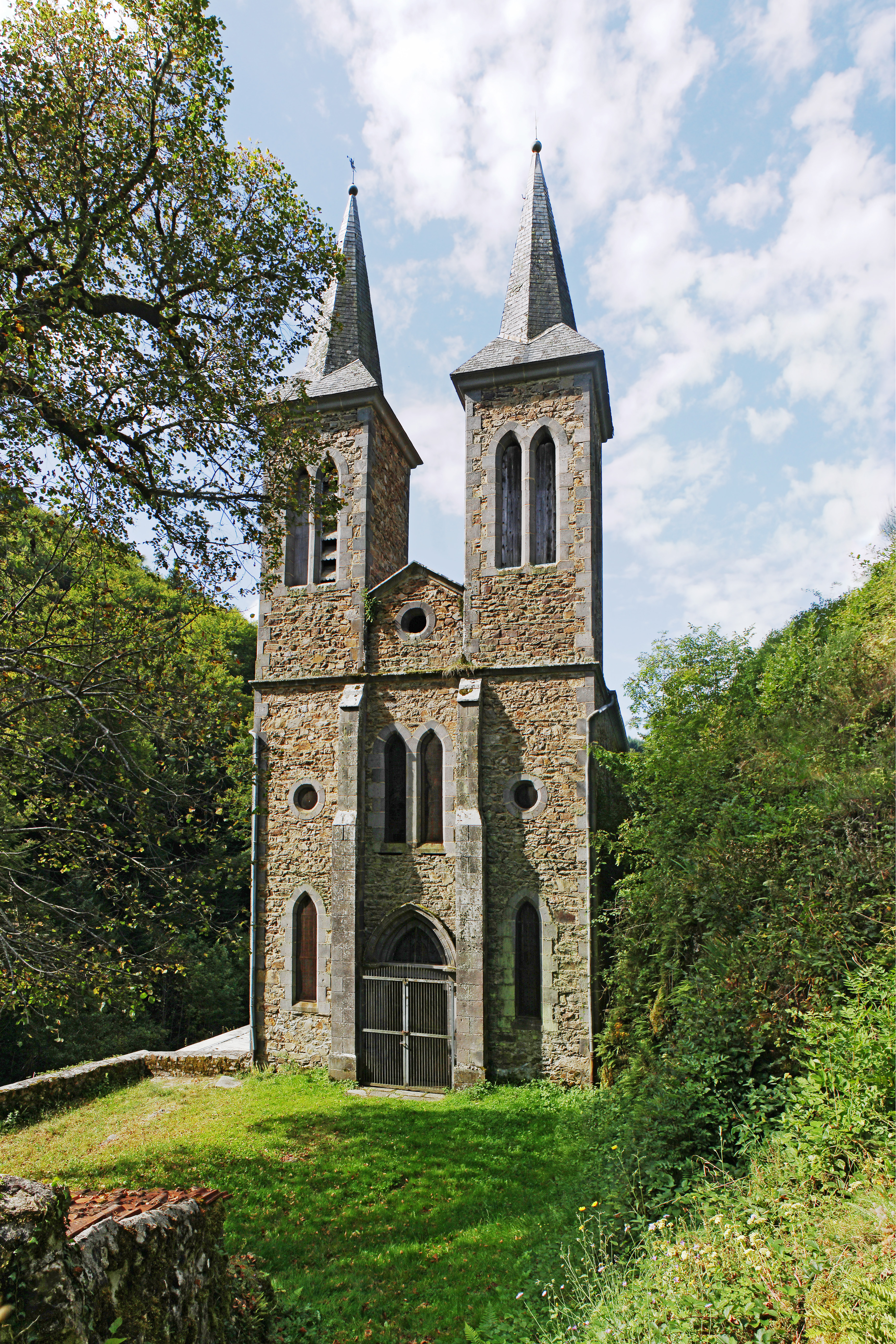
Kapelle La Trinité